# قاعة مشاهير يو إف سي
قاعة مشاهير يو إف سي (بالإنجليزية: UFC Hall of Fame)‏ هي قاعة المشاهير التي تكرم مقتالي وشخصيات فنون القتال المختلطة، تم إنشاؤها وإدارتها من قبل بطولة القتال النهائي (يو إف سي) التي تتخذ من الولايات المتحدة مقراً لها.

## التاريخ
تم تأسيسها رسميًا في 21 نوفمبر 2003 في يو إف سي 45 مع وجود منزلها في لاس فيغاس، وكان أول من تم تكريمهم من المنافسين الافتتاحيين لـ يو إف سي رويس غراسي وكين شامروك.
في عام 2015، أعلنت يو إف سي عن إعادة تشغيل كبيرة لقاعة مشاهيرها. تم تقسيم القاعة إلى أربع فئات، أو أجنحة، ومن الآن فصاعدًا سيتم إدخال فئة جديدة من الأساطير كل شهر يوليو في حدث احتفالي خلال أسبوع القتال الدولي السنوي ليو إف سي في لاس فيغاس.
الأجنحة هي:
- الجناح الحديث – احتفال بالأبطال الذين ظهروا لأول مرة في عصر القواعد الموحدة للفنون القتالية المختلطة، والتي دخلت حيز التنفيذ في يو إف سي 28، 28 نوفمبر 2000.
- جناح الرواد – تخليدًا لذكرى المبتكرين الأصليين لفنون القتال المختلطة، الذين تحولوا إلى الاحتراف قبل ظهور القواعد الموحدة.
- جناح النزالات – التعرف على أعظم النزالات التي لا تُنسى والأكثر أهمية من الناحية التاريخية.
- جناح المساهمين – تقدير المساهمات البارزة خارج المنافسة النشطة.
- جائزة جائزة مجتمع فورست غريفين – تقديراً لرياضي يو إف سي لعملهم التطوعي والخيري وتأثيرهم جهودهم على المجتمع.

كانت قاعة المشاهير الجديدة مشروعًا شغوفًا لمدير يو إف سي السابق أنتوني إيفانز، الذي نصب رئيس يو إف سي دانا وايت على الهيكل المكون من أربعة أجنحة عدة مرات قبل الحصول أخيرًا على إذن وايت في عام 2015.
تقع قاعة مشاهير يو إف سي في معهد يو إف سي للأداء على جدران درج الطابق الأول والثاني.

## المُكرّمين

### جناح الرواد
| الصورة | أيزو             | الاسم                  | تاريخ التكريم  | حدث التكريم                                 | جوائز يو إف سي المعترف بها | المرجع |
| ------ | ---------------- | ---------------------- | -------------- | ------------------------------------------- | --- | ------ |
|        | البرازيل         | رويس غراسي             | 21 نوفمبر 2003 | يو إف سي 45                                 | الفائز في بطولة يو إف سي 1 الفائز في بطولة يو إف سي 3 الفائز في بطولة يو إف سي 4. | [ 6 ]  |
|        | الولايات المتحدة | كين شامروك             | 21 نوفمبر 2003 | يو إف سي 45                                 | بطل يو إف سي للقتال الخارق لمرة واحدة مع دفاعين نهائي بطولة يو إف سي 3 لمرة واحدة بطل بانكريس للوزن المفتوح مع دفاع واحد الفائز في بطولة ملك بانكريس.                                                                     | [ 6 ]  |
|        | الولايات المتحدة | دان سيفيرن             | 16 أبريل 2005  | يو إف سي 52                                 | بطل للقتال الخارق لمرة واحدة لمرة واحدة الفائز في بطولة يو إف سي 5 الفائز ببطولة نهائي النهائي 1995. | [ 7 ]  |
|        | الولايات المتحدة | راندي كوتور            | 24 يونيو 2006  | المقاتل النهائي: فريق أورتيز ضد فريق شامروك | بطل يو إف سي للوزن الثقيل ثلاث مرات مع 3 دفاعات بطل يو إف سي للوزن الثقيل الخفيف مرتين بطل يو إف سي المؤقت للوزن الثقيل لمرة واحدة بطولة يو إف سي 13 للوزن الثقيل أول مقاتل يحمل لقبين لبطولة يو إف سي في فئتين مختلتفين. | [ 8 ]  |
|        | الولايات المتحدة | مارك كولمان            | 1 مارس 2008    | يو إف سي 82                                 | بطل يو إف سي الافتتاحي للوزن الثقيل لمرة واحدة بطل بطولة يو إف سي 10 بطل بطولة يو إف سي 11 بطل بطولة برايد جراند بريكس 2000.                                                                                              | [ 9 ]  |
|        | الولايات المتحدة | تشاك ليدل              | 11 يوليو 2009  | يو إف سي 100                                | بطل يو إف سي للوزن الخفيف الثقيل لمرة واحدة مع 4 دفاعات. | [ 10 ] |
|        | الولايات المتحدة | مات هيوز               | 29 مايو 2010   | يو إف سي 114                                | بطل يو إف سي لوزن الوسط مرتين مع 7 دفاعات. | [ 11 ] |
|        | الولايات المتحدة | تيتو أورتيز            | 7 يوليو 2012   | يو إف سي 148                                | بطل يو إف سي للوزن الخفيف الثقيل لمرة واحدة مع 5 دفاعات. | [ 12 ] |
|        | الولايات المتحدة | بات ميليتش             | 5 يوليو 2014   | يو إف سي 175                                | بطل يو إف سي لوزن الوسط الافتتاحي لمرة واحدة مع 4 دفاعات الفائز في بطولة يو إف سي 16 لوزن الوسط في وقت لاحق افتتح أنظمة قتال ميليتش وأصبح مدربًا ناجحًا.                                                                    | [ 13 ] |
|        | هولندا           | باس راتين              | 11 يوليو 2015  | يو إف سي 189                                | بطل يو إف سي للوزن الثقيل لمرة واحدة بطل بانكريس للوزن المفتوح لمرة واحدة مع دفاعين. | [ 14 ] |
|        | البرازيل         | أنطونيو رودريجو نوغيرا | 10 يوليو 2016  | معرض المعجبين يو إف سي                      | بطل برايد للوزن الثقيل لمرة واحدة بطل يو إف سي للوزن الثقيل المؤقت لمرة واحدة. | [ 15 ] |
|        | الولايات المتحدة | دون فراي               | 10 يوليو 2016  | معرض المعجبين يو إف سي                      | الفائز في بطولة يو إف سي 8 نهائي بطولة يو إف سي 10 الفائز في بطولة يو إف سي نهائي النهائي 1996. | [ 16 ] |
|        | الولايات المتحدة | موريس سميث             | 6 يوليو 2017   | معرض المعجبين يو إف سي                      | بطل يو إف سي للوزن الثقيل لمرة واحدة مع دفاع واحد بطولة إكستريم فايتنغ للوزن الثقيل لمرة واحدة مع دفاع واحد. | [ 17 ] |
|        | اليابان          | كازوشي ساكورابا        | 6 يوليو 2017   | حفل قاعة مشاهير يو إف سي، 2017              | الفائز في بطولة يو إف سي اليابان للوزن الثقيل أكثر من فاز بالإخضاع في تاريخ برايد نافس في أطول نزال في تاريخ برايد أول مقاتل يهزم رويس غراسي.                                                                             | [ 18 ] |
|        | الولايات المتحدة | مات سيرا               | 5 يوليو 2018   | حفل قاعة مشاهير يو إف سي، 2018              | بطل يو إف سي للوزن الخفيف لمرة واحدة الفائز في بطولة المقاتل النهائي 4 لوزن الوسط أول مقاتل يفوز ببطولة المقاتل النهائي وبطولة يو إف سي.                                                                                  | [ 19 ] |
|        | الولايات المتحدة | ريتش فرانكلين          | 5 يوليو 2019   | حفل قاعة مشاهير يو إف سي، 2019              | بطل يو إف سي للوزن المتوسط لمرة واحدة مع دفاعين. | [ 20 ] |
|        | الولايات المتحدة | كيفن راندلمان          | 23 سبتمبر 2021 | حفل قاعة مشاهير يو إف سي، 2020              | بطل يو إف سي للوزن الثقيل لمرة واحدة مع دفاع واحد. | [ 21 ] |
|        | الولايات المتحدة | جينس بولفر             | يوليو 2023     | يُعلن لاحقًا                                  | بطل يو إف سي للوزن خفيف الافتتاحي لمرة واحدة مع دفاعين. | [ 22 ] |
|        | البرازيل         | أندرسون سيلفا          | يوليو 2023     | يُعلن لاحقًا                                  | بطل يو إف سي للوزن المتوسط لمرة واحدة مع 10 دفاعات. يحمل الرقم القياسي لأطول فترة حكم فردي في تاريخ يو إف سي (2457 يومًا). يحمل الرقم القياسي لأكبر عدد من الانتصارات المتتالية في تاريخ يو إف سي (16).                    | [ 23 ] |

### الجناح الحديث
| الصورة | أيزو             | الاسم          | تاريخ التكريم  | حدث التكريم                    | جوائز يو إف سي المعترف بها | المرجع |
| ------ | ---------------- | -------------- | -------------- | ------------------------------ | --- | ------ |
|        | الولايات المتحدة | فورست غريفين   | 6 يوليو 2013   | يو إف سي 162                   | بطل يو إف سي لوزن خفيف الثقيل لمرة واحدة المقاتل النهائي 1: الفائز في بطولة الوزن الثقيل الخفيف. | [ 24 ] |
|        | الولايات المتحدة | بي جيه بن      | 11 يوليو 2015  | يو إف سي 189                   | بطل يو إف سي للوزن الخفيف لمرة واحدة بطل يو إف سي للوزن الخفيف لمرة واحدة مع 3 دفاعات البطل المشارك في بطولة يو إف سي 41 للوزن الخفيف.                                                                                        | [ 25 ] |
|        | الولايات المتحدة | أوريجا فابر    | 6 يوليو 2017   | حفل قاعة مشاهير يو إف سي، 2017 | بطل دبليو إي سي في وزن الريشة لمرة واحدة مع 5 دفاعات أول مُكرّم من وزن الديك. | [ 26 ] |
|        | الولايات المتحدة | روندا روزي     | 5 يوليو 2018   | حفل قاعة مشاهير يو إف سي، 2018 | بطلة وزن الديك الافتتاحي للسيدات لمرة واحدة مع 6 دفاعات أول بطلة يو إف سي للسيدات بطلة وزن الديك للسيدات من سترايك فورس لمرة واحدة مع دفاع واحد أول أنثى مُكرّمة.                                                               | [ 27 ] |
|        | إنجلترا          | مايكل بيسبنغ   | 5 يوليو 2019   | حفل قاعة مشاهير يو إف سي، 2019 | بطل يو إف سي للوزن المتوسط لمرة واحدة مع دفاع واحد الفائز في المقاتل النهائي 3 لوزن خفيف الثقيل أول مُكرّم من إنجلترا. | [ 28 ] |
|        | الولايات المتحدة | رشاد إيفانز    | 5 يوليو 2019   | حفل قاعة مشاهير يو إف سي، 2019 | بطل يو إف سي للوزن الثقيل الخفيف لمرة واحدة الفائز في المقاتل النهائي 2 للوزن الثقيل. | [ 29 ] |
|        | كندا             | جورج سانت بيير | 23 سبتمبر 2021 | حفل قاعة مشاهير يو إف سي، 2020 | بطل يو إف سي للوزن المتوسط لمرة واحدة بطل يو إف سي لوزن الوسط مرتين مع 9 دفاعات بطل يو إف سي للوزن الخفيف المؤقت لمرة واحدة أول مُكرّم من كندا.                                                                                 | [ 21 ] |
|        | روسيا            | حبيب نورمحمدوف | 30 يونيو 2022  | حفل قاعة مشاهير يو إف سي، 2022 | بطل ما إف سي للوزن الخفيف لمرة واحدة مع 3 دفاعات احتل المرتبة الأولى في حدث الدفع مقابل المشاهدة لليو رف سي الأكثر مبيعًا في يو إف سي 229 مع شراء 2.4 مليون دفع مقابل المشاهدة. اعتزال غير مهزوم برصيد 29–0 أول مُكرّم من روسيا. | [ 31 ] |
|        | الولايات المتحدة | دانيال كورميي  | 30 يونيو 2022  | حفل قاعة مشاهير يو إف سي، 2022 | بطل يو إف سي للوزن الثقيل لمرة واحدة مع دفاع واحد بطل يو إف سي لوزن خفيف الثقيل لمرة واحدة مع 3 دفاعات بطل جراند بريكس للوزن الثقيل.                                                                                          | [ 32 ] |
|        | البرازيل         | خوسيه ألدو     | 6 يوليو 2023   | معرض المعجبين يو إف سي، 2023   | وزن الريشة الافتتاحي ولمرتين مع 7 دفاعات بطل وزن الريشة المؤقت لمرة واحدة بطل دبليو إي سي في وزن الريشة لمرة واحدة مع دفاعين.                                                                                                 | [ 33 ] |
|        | الولايات المتحدة | دونالد سيروني  | 6 يوليو 2023   | معرض المعجبين يو إف سي، 2023   | منافس في الوزن الخفيف السابق أكثر من حقق جوائز المكافآت بعد القتال في تاريخ يو إف سي (18) أكثر من من حقق الضربات القاضية في تاريخ يو إف سي (20).                                                                              | [ 34 ] |

### جناح المساهمين
| الصورة | أيزو | الاسم                     | تاريخ التكريم  | حدث التكريم                    | الملاحظات | المرجع |
| ------ | ---- | ------------------------- | -------------- | ------------------------------ | --- | ------ |
|        |      | تشارلز لويس جونيور (قناع) | 11 يوليو 2019  | يو إف سي 100                   | أسس أول خط ملابس رئيسي مختلط لفنون الدفاع عن النفس تاب أوت. | [ 10 ] |
|        |      | جيف بلاتنيك               | 11 يوليو 2015  | يو إف سي 189                   | المعلق، مفوض يو إف سي وكان له دور فعال في مساعدة يو إف سي على التنظيم من قبل اللجان الرياضية. | [ 35 ] |
|        |      | بوب ميرويتز               | 1 يوليو 2016   | معرض المعجبين يو إف سي         | منشئ ومالك ليو إف سي من يو إف سي 6 حتى تم بيعه إلى زوفا في يناير 2001. | [ 36 ] |
|        |      | جو سيلفا                  | 6 يوليو 2017   | حفل قاعة مشاهير يو إف سي، 2017 | صانع مباريات يو إف سي من 1997 إلى 2016. | [ 37 ] |
|        |      | بروس كونيل                | 5 يوليو 2018   | حفل قاعة مشاهير يو إف سي، 2018 | منتج تلفزيوني يو إف سي من 1997–2018. | [ 38 ] |
|        |      | آرت ديفي                  | 5 يوليو 2018   | حفل قاعة مشاهير يو إف سي، 2018 | منشئ مشارك في يو إف سي، مالك مشارك من يو إف سي 1 إلى يو إف سي 5 وأول صانع مباريات يو إف سي. | [ 39 ] |
|        |      | مارك راتنر                | 23 سبتمبر 2021 | حفل قاعة مشاهير يو إف سي، 2020 | المدير التنفيذي السابق للجنة الرياضية بولاية نيفادا، ونائب الرئيس الحالي للشؤون التنظيمية في يو إف سي، يُنسب له الفضل في إضفاء الشرعية لفنون القتال المختلطة في جميع الولايات الخمسين وفي الخارج. | [ 21 ] |

### جناح النزالات
| النزال                          | تاريخ التكريم  | حدث التكريم                    | الملاحظات | المرجع |
| ------------------------------- | -------------- | ------------------------------ | --- | ------ |
| فورست غريفين ضد ستيفان بونار 1  | 6 يوليو 2013   | يو إف سي 162                   | تعتبر واحدة من أعظم النزالات في تاريخ يو إف سي. يمثل نقطة تحول ليو إف سي من حيث رحلته إلى قبول التيار الرئيسي لفنون القتال المختلطة كرياضة شعبية ومشروعة. تغلب فورست غريفين على ستيفان بونار بقرار جماعي من الحكام في نهائي المقاتل النهائي 1. | [ 24 ] |
| مات هيوز ضد فرانك تريج 2        | 11 يوليو 2015  | يو إف سي 189                   | على بطولة يو إف سي لوزن الوسط. هزم مات هيوز فرانك تريج بالإخضاه في الجولة الأولى في يو إف سي 52. | [ 35 ] |
| مارك كولمان ضد بيت وليامز       | 10 يوليو 2016  | معرض المعجبين يو إف سي         | هزم بيت ويليامز مارك كولمان بضربة قاضية للرأس، ثاني ضربة قاضية للرأس في تاريخ يو إف سي بعد جوردو ضد تولي (يو إف سي 1) في يو إف سي 17. واحدة من أكبر الاضطرابات في تاريخ يو إف سي المبكر.                                                       | [ 40 ] |
| موريسيو روا ضد دان هندرسون      | 5 يوليو 2018   | حفل قاعة مشاهير يو إف سي، 2018 | هزم دان هندرسون ماوريسيو روا بقرار جماعي من الحكام في نزال ذهابًا وإيابًا في يو إف سي 139. ثاني نزال من خمس جولات بدون لقب في تاريخ يو إف سي وأول من يذهب بعيدًا.                                                                                 | [ 41 ] |
| دييغو سانشيز ضد كلاي غويدا      | 5 يوليو 2019   | حفل قاعة مشاهير يو إف سي، 2019 | تغلب دييجو سانشيز على كلاي جويدا بقرار منقسم في ثلاث جولات، ذهابًا وإيابًا في فئة الوزن الخفيف في المقاتل النهائي: الولايات المتحدة ضد المملكة المتحدة.                                                                                          | [ 42 ] |
| جون جونز ضد ألكسندر غوستافسون 1 | 23 سبتمبر 2023 | حفل قاعة مشاهير يو إف سي، 2020 | هزم جون جونز ألكسندر غوستافسون بقرار جماهي من الحكام في قتال من خمس جولات متقاربة لبطولة يو إف سي لوزن خفيف الثقيل في يو إف سي 165. حصل على جائزة نزال الليلة.                                                                                 | [ 43 ] |
| كوب سوانسون ضد دو هو تشوي       | 30 يونيو 2022  | حفل قاعة مشاهير يو إف سي، 2022 | هزم كوب سوانسون دوهو تشوي بقرار جماعي من الحكام في ثلاث جولات ذهابًا وإيابًا في فئة وزن الريشة في يو إف سي 206. حصل على جائزة نزال الليلة. وحصل على جائزة قتال العام (2016)                                                                      | [ 44 ] |
| روبي لولر ضد روري ماكدونالد 2   | 6 يوليو 2023   | معرض المعجبين يو إف سي، 2023   | تغلب روبي لولر على روري ماكدونالد بالضربة القاضية الفنية في الجولة الخامسة، وكان ماكدونالد متقدمًا 39-37 على جميع بطاقات أداء القضاة الثلاثة. كان هذا النزال على لقب يو إف سي لوزن الوسط في يو إف سي 189. حصل على جائزة نزال الليلة.            | [ 45 ] |

### جائزة مجتمع فورست غريفين
| الصورة | أيزو             | الاسم        | تاريخ التكريم  | حدث التكريم                    | مساهمات المجتمع                                                          | المرجع |
| ------ | ---------------- | ------------ | -------------- | ------------------------------ | ------------------------------------------------------------------------ | ------ |
|        | الولايات المتحدة | داستن بورييه | 23 سبتمبر 2021 | حفل قاعة مشاهير يو إف سي، 2020 | أسس مؤسسة القتال الجيد ودعم الأعمال الخيرية الأخرى في مسقط رأسه لافاييت. | [ 21 ] |
|        | الولايات المتحدة | ماكس هولواي  | 30 يونيو 2022  | حفل قاعة مشاهير يو إف سي، 2022 | دعم مجتمعه المحلي في هاواي وجمع الأموال للأعمال الخيرية.                 | [ 46 ] |
|        | جورجيا           | جيجا شيكادزي | 30 يونيو 2022  | حفل قاعة مشاهير يو إف سي، 2022 | أسس مؤسسة نوك أوت كانسر وجمعت الأموال للعائلات التي تحتاج إلى دعم مالي.  | [ 46 ] |

## وصلات خارجية
- Hall of Fame FAQs (بالإنجليزية)
- UFC Hall of Fame (بالإنجليزية)